# Honorino Landa
Honorino Landa Vera (Puerto Natales, 1 de junio de 1942-Santiago, 30 de mayo de 1987) fue un futbolista chileno que jugó de centrodelantero. Su primer equipo fue Unión Española. 
Con la selección de fútbol de Chile, disputó las Copas Mundiales de Fútbol de 1962 y 1966.
Fue hermano del también exfutbolista Félix Landa.

## Biografía

### Primeros años
Honorino Landa nació en Puerto Natales, hijo de Javier Landa, un ferretero español residente en Chile, y Honoria Vera. Fue el menor de una familia compuesta por sus hermanos Javier y Félix.
Se trasladó con su familia a Santiago, a causa de una úlcera péptica que aquejaba a su padre, instalándose en la comuna de La Cisterna. Realizó sus estudios en el Liceo de Hombres de San Bernardo y posteriormente en el Colegio Hispano Americano.

### Unión Española
Inició futbolísticamente en el club Rajadiablos de La Cisterna, desempeñándose como arquero. Posteriormente ingresó a las divisiones inferiores de Unión Española.
Debutó profesionalmente con Unión Española en 1959, frente a O'Higgins. Jugando por los hispanos, logró proclamarse goleador del campeonato de Primera División de 1961 con 24 goles, junto con Carlos Campos de la Universidad de Chile. Si bien logró su mejor rendimiento con los rojos de Santa Laura, problemas con la directiva de la época precipitaron su partida, siendo la temporada 1965 su última con los hispanos.

### Green Cross
Para 1966, tanto Universidad de Chile como Green Cross-Temuco ofertaron por el jugador, sin embargo la directiva se decantó por traspasar a Landa al club temuquense, donde permaneció hasta 1967, logrando un buen desempeño. Posteriormente fue traspasado a Magallanes, donde tuvo una mala temporada, pues tras el tercer partido disputado se lesionó, quedando fuera de las canchas por aproximadamente dos meses.

### Últimos años
En 1969 retornó a su club de origen, Unión Española, donde lesiones y sanciones no le permitieron reeditar su época más gloriosa con los hispanos. Fue traspasado al año siguiente a La Serena y luego a Huachipato, volviendo a colocarse la camiseta hispana por tercera oportunidad en 1973. Ese año conquistaría juntos a los hispanos el Campeonato Nacional de 1973. Su retiro del fútbol activo se produjo en 1974, defendiendo a Deportes Aviación.
A lo largo de su carrera como futbolista, los periodistas destacaron su excéntrica personalidad dentro de la cancha, protagonizando anécdotas con futbolistas como los arqueros Arturo Rodenak y Francisco Fernández, entre otros.
Tras su retiro ejerció como entrenador, llegando en 1982 a la banca de Unión Española, en reemplazo de Nicolás Novello. A mediados de la temporada 1983 es reemplazado en el cargo por Humberto Cruz.
Falleció el 30 de mayo de 1987 en el Hospital Barros Luco-Trudeau de Santiago, Chile, víctima de cáncer. El 28 de junio de ese mismo año se disputó en su honor la Copa Honorino Landa entre Unión Española y Universidad Católica, con triunfo para Católica por 3:0.

## Selección nacional
Disputó 34 partidos con la selección de fútbol de Chile, de los cuales 16 fueron partidos oficiales y 18 amistosos. Su condición de goleador hizo que Fernando Riera, entrenador de la selección chilena lo llamara a formar parte del proceso preparatorio con miras a la Copa Mundial de Fútbol de 1962. Debutó con la roja el 12 de octubre de 1961, en un partido amistoso frente a Uruguay que finalizó 2:3 a favor de los uruguayos.
Riera finalmente lo nominó para disputar el torneo, donde fue titular en cinco de los seis partidos jugados por la selección, jugando con la camiseta número "9" y siendo el jugador más joven de la nómina. Landa no pudo disputar el partido por la definición del Tercer lugar contra Yugoslavia, pues en el partido anterior contra Brasil, válido por semifinales, fue expulsado. Landa fue duramente criticado después del Mundial, pues pese a llegar con un cartel de goleador, no marcó goles a lo largo del evento.
Fue nominado por el entrenador Luis Álamos para conformar nuevamente la nómina de la selección chilena, esta vez para disputar la Copa Mundial de Fútbol de 1966. Disputó dos partidos en este certamen y tampoco logró anotar; fue en este certamen donde disputó su último partido con la selección, el 20 de julio de 1966 ante la Unión Soviética.

#### Participaciones en fases finales
| Competición               | Categoría | Sede       | Resultado     | Partidos | Goles |
| ------------------------- | --------- | ---------- | ------------- | -------- | ----- |
| Mundial de Fútbol de 1962 | Chile     | Chile      | Tercer puesto | 5        | 0     |
| Mundial de Fútbol de 1966 | Chile     | Inglaterra | Primera fase  | 2        | 0     |
| Total                     | Total     | Total      | Total         | 7        | 0     |

## Legado
En 1995 al cumplirse el centenario de la  Federación de Fútbol de Chile, Correos de Chile emitió 4 sellos conmemorativos alusivos a la Copa Mundial de Fútbol de 1962, con la figura del dirigente Carlos Dittborn y los futbolistas Hugo Lepe, Eladio Rojas y Honorino Landa con la vestimenta de seleccionado nacional.
Desde el 3 de febrero de 2018 es el cuarto goleador histórico del Campeonato Nacional de Chile, fecha en que fue relegado del tercer lugar por Esteban Paredes.
Desde mayo de 2009 la galería sur del estadio Santa Laura lleva su nombre.
El 16 de junio de 2011 es presentado el libro "Redonda pasión", una antología poética compilada por el periodista Juan Oyaneder y el poeta Erick Pohlhammer, que incluye el poema titulado "El hábil muchacho de la camiseta roja" de Santiago Azar, referente a la vida y muerte de Honorino Landa.
El 2 de diciembre de 2012, en una ceremonia encabezada por el subsecretario del IND Gabriel Ruiz-Tagle y el alcalde de Peñalolén Claudio Orrego, se inauguró un complejo deportivo con su nombre.
El 18 de junio de 2017, Televisión Nacional de Chile estrena 62: Historia de un mundial, una serie creada por Mauricio Dupuis y producida por Ocoa Films. La serie de 4 capítulos, basada en la hazaña de Juan Pinto Durán, Carlos Dittborn y Ernesto Alvear para lograr que Chile fuese sede de la Copa Mundial de Fútbol de 1962, incluye la aparición de Honorino Landa, bajo la interpretación del actor Víctor Varela.

## Estadísticas

### Clubes
| Club               | País  | Año       |
| ------------------ | ----- | --------- |
| Unión Española     | Chile | 1959-1965 |
| Green Cross-Temuco | Chile | 1966-1967 |
| Magallanes         | Chile | 1968      |
| Unión Española     | Chile | 1969      |
| Deportes La Serena | Chile | 1970      |
| Huachipato         | Chile | 1971-1972 |
| Unión Española     | Chile | 1973      |
| Deportes Aviación  | Chile | 1974      |

## Palmarés

### Torneos nacionales
| Título           | Club           | País  | Año  |
| ---------------- | -------------- | ----- | ---- |
| Primera División | Unión Española | Chile | 1973 |

### Torneos internacionales
| Título                       | Equipo             | Sede  | Año  |
| ---------------------------- | ------------------ | ----- | ---- |
| 3.er lugar Copa Mundial 1962 | Selección de Chile | Chile | 1962 |

### Distinciones individuales
| Distinción                               | Año  |
| ---------------------------------------- | ---- |
| Goleador de la Primera División de Chile | 1961 |
| Mejor futbolista de Chile                | 1961 |